# تغییر دهنده‌های بازی
تغییر دهنده‌های بازی (انگلیسی: The Gamechangers) یک مستند درام بریتانیایی تولید شده توسط بی‌بی‌سی است. این برنامه داستان جنجال‌های ناشی از اتومبیل‌دزدی بزرگ، یک سری بازی‌های ویدیویی موفق را به تصویر می‌کشد که تلاش‌های مختلفی برای توقف تولید این بازی‌ها انجام شده‌است.
این فیلم به کارگردانی اوون هریس و نویسندگی جیمز وود، به اختلاف حقوقی بین سم هوسر (دنیل ردکلیف) رئیس راک‌استار گیمز و جک تامپسون (بیل پکستون) وکیل حقوقی در مورد بازی‌های ویدیویی و بحث در مورد اثرات روانی بازی‌های ویدیویی خشونت‌آمیز می‌پردازد.

## داستان
در ۲۷ اکتبر ۲۰۰۲، یک سال پس از انتشار «اتومبیل‌دزدی بزرگ ۳»، شرکت بازی‌سازی آمریکایی راک‌استار گیمز «اتومبیل‌دزدی بزرگ: وایس سیتی» را منتشر کرد که بلافاصله رکوردهای فروش را شکست، با ۱ میلیون دستگاه در عرض ۲۴ ساعت فروخته شد، و به دلیل اصالت، مقیاس و گیم پلی آن مورد تحسین جهانی قرار گرفت.
با الهام از موفقیت بازی، برادران و سران راک‌استار سم هوسر و دن هوسر بلافاصله شروع به برنامه‌ریزی و تحقیق برای یک بازی دیگر، حتی بزرگتر و استادانه تر می‌کنند، بازی که از Vice City دور می‌شود. ریشه فیلم جنایی ' بر اساس جنگ بین باندهای خیابانی آفریقایی-آمریکایی در جنوب مرکزی لس آنجلس در اوایل دهه ۹۰ است.
اما ژوئن سال بعد، دوین مور ۱۷ ساله، بازیکن سرسخت «وایس سیتی»، چند افسر پلیس را در یک ایستگاه پلیس در فایت، آلاباما تیراندازی کرد. قبل از اینکه او دزدی کند خودروی پلیس. پرونده او توجه وکیل محافظه‌کار مستقر در فلوریدا جک تامپسون را جلب می‌کند که پس از بازجویی از مور در زندان و انجام بازی برای خودش، این نظریه را مطرح می‌کند که بازی محتوای خشونت‌آمیز و ظاهراً زرق و برق‌آمیز فعالیت‌های مجرمانه ممکن است دلیل اصلی خشم او بوده باشد.
جک قبل از طرح دعوی حقوقی علیه راک‌استار گیمز و ناشر آن تیک-تو اینتراکتیو، تجزیه و تحلیل تخصصی اثرات تصاویر خشونت‌آمیز بر مغز انسان و استفاده از بازی‌های ویدئویی خشونت‌آمیز در ارتش را گرد هم می‌آورد. خانواده‌های پرسنل مقتول این بلافاصله باعث خشم طرفداران بازی برای او و خانواده اش می‌شود که شروع به خرابکاری خانه آنها و برقراری تماس‌های تلفنی تهدیدآمیز می‌کنند.
به دلیل رک گویی، رفتار غیرحرفه ای و نقض پروتکل دادگاه تامپسون، مانند حضور در تلویزیون برای بحث در مورد جزئیات، مقایسه بازی با مایکل بی "پرل هاربر (فیلم)" و با ارسال ایمیل‌های تهاجمی به متهمان، پرونده از پرونده خارج می‌شود، که بلافاصله بر این اساس که هیچ‌یک از مدعیان باقی‌مانده هرگز مور را ملاقات نکرده‌اند، علی‌رغم اینکه ادعا می‌کنند در مورد انگیزه او صحبت می‌کنند. تامپسون خشمگین است و بدتر از آن، شرکت حقوقی راک‌استار Blank Rome تصمیم می‌گیرد که مراحل قانونی را آغاز کند تا او را به خاطر رفتارش محروم کنند.
اگرچه راک‌استار گیمز مشخص نیست، سم احساس ناامیدی می‌کند و معتقد است که والدین مدرن، سیاستمداران و وکلایی مانند تامپسون او، شرکت او و بازی‌ها را به جای اعتراف به شکست خود در تربیت صحیح فرزندانشان و جلوگیری از به دست آوردن آنها سرزنش می‌کنند. درگیر فعالیت‌های مجرمانه ناامیدی و استرس او به زودی به زندگی کاری اش می‌جوشد، جایی که بازی جدید او به همراه چندین بازی دیگر که شرکت روی آن کار می‌کند (بولی و شکارچی انسان ۲) در حال حاضر شش ماه از برنامه عقب افتاده‌است، و او شروع به کار بیش از حد تهیه‌کننده و دوست خود جیمی کینگ می‌کند در حالی که با کارکنان خود عصبانی می‌شود. در نهایت، «اتومبیل‌دزدی بزرگ: سن آندریاس» در ۲۶ اکتبر ۲۰۰۴، تقریباً دو سال پس از «Vice City» منتشر شد. این بازی تقریباً به اندازه نسخه قبلی خود با تحسین روبرو شده‌است و شخصیت قابل تنظیم آن تمرکز اصلی برای ستایش است.
در ژوئن ۲۰۰۵، یک مددر در هلند، پاتریک ویلدنبورگ، یک قهوه داغ را در کدگذاری فایل‌های اصلی کشف می‌کند که صحنه‌ای از سکس خام بین قهرمان داستان کارل جانسون (CJ) دارد. و دوست دخترش این صحنه چیزی بود که سم در ابتدا می‌خواست آن را در بازی قرار دهد اما در نهایت مجبور شد برای حفظ رتبه "M" بازی با ای‌اس‌آربی آن را رها کند، اگرچه او کد صحنه را روی دیسک گذاشته بود زیرا از نگرانی او مبنی بر اینکه حذف آن به‌طور بالقوه بر بقیه بازی تأثیر می‌گذارد و تاریخ انتشار آن را عقب می‌اندازد.
ویلدنبورگ این مود را به‌طور عمومی در یوتیوب شناخته می‌کند و خشم را برمی‌انگیزد و به نوبه خود باعث می‌شود ESRB امتیاز بازی را به "فهرست بازی‌هاییی دارای ویدئو رده‌بندی سنی فقط بزرگسالان تغییر دهد، که در نتیجه اکثر خرده‌فروشان جریان اصلی در ایالات متحده بازی را از قفسه‌های خود بیرون می‌کشد. با دیدن این موضوع، تامپسون الهام گرفت تا کمپین خود را علیه راک استار از سر بگیرد و اعتراضی را در خارج از مقر آنها در نیویورک ترتیب دهد. او به زودی برای ملاقات با سناتور وقت هیلاری کلینتون احضار می‌شود که به همین ترتیب مایل است قانون فروش بازی‌های ویدئویی خشونت‌آمیز به خردسالان را تغییر دهد.
هاوسر مجبور می‌شود در مقابل کمیسیون فدرال تجارت شهادت دهد تا توضیح دهد که چگونه این مد به نسخه نهایی بازی رسیده‌است، در حالی که در همان زمان تامپسون در مقابل یک جلسه انضباطی توسط بار فلوریدا در مورد اقدامات قبلی خود آورده می‌شود. در نهایت، راک استار پرونده آنها را حل می‌کند و تامپسون از کار خارج می‌شود.
سام آسوده به زودی شب‌ها در خیابان‌ها پرسه می‌زند و تصور می‌کند با پایان فیلم، محیط اطرافش تبدیل به یک بازی اتومبیل‌دزدی بزرگ می‌شود.

## بازیگران
- دنیل ردکلیف در نقش سم هوسر، یکی از بنیانگذاران و رئیس راک‌استار گیمز
- بیل پکستون در نقش جک تامپسون
- جو دمپسی در نقش جیمی کینگ، معاون توسعه در راک‌استار گیمز
- الکس مک گرگور در نقش بریدجت
- شانون اسرا در نقش جن کولبه، سرپرست تیم انتشارات در راک‌استار گیمز
- مارک واینمن در نقش تری دونوان، معاون بازاریابی در راک‌استار گیمز
- ایان کیر آتارد در نقش دن هوسر، معاون خلاق در راک‌استار گیمز
- جیمز الکساندر در نقش تام مسترز
- نیک بوراین در نقش داگ لوونشتاین، رئیس انجمن نرم‌افزار سرگرمی
- فیونا رمزی در نقش پاتریشیا تامپسون
- اینگه بکمن در نقش میشل جریلیکوس، یکی از اعضای تیم وکیل Blank Rome
- گاریون داودز در نقش جانی تامپسون
- نیکول شروین در نقش قاضی داوا تونس
- دیوید مورین در نقش قاضی مور
- گارث برایتنباخ در نقش افسر آرنولد استریکلند
- جنا دوور در نقش پت ونس
- تابو رامتسی در نقش دوین مور
- گیدئون لومبارد در نقش پاتریک ویلدنبورگ، یک هند مود که پس از کشف مینی بازی «قهوه داغ» با کد «GTA San Andreas» به شهرت رسید.
- آبنا آیوور در نقش لیلا
- تورستن ویدکیند در نقش استیو استریکلند
- کریستیان شومبی در نقش جی.پی.
- استیون جنینگز در نقش سرهنگ دوم دیو گراسمن
- دین فوری در نقش ری رایزر
- ریچارد سپتامبر در نقش دی.جی. سگ
- دیوید باتلر در نقش دکتر جان موری
- جان نیتلینگ در نقش توزیع کننده "Ace Mealer"
- انکاگیسانگ مادو در نقش کاپیتان جیمز کرامپ
- بریجت تورپ در نقش خانم ویلدنبورگ

## جنجال - جدال سرسختانه
در ماه مه ۲۰۱۵، راک استار شکایتی را علیه بی‌بی‌سی به دلیل نقض علامت تجاری تنظیم کرد و اظهار داشت که آنها هیچ دخالتی در توسعه فیلم نداشتند و تلاش ناموفقی برای تماس با بی‌بی‌سی برای حل این موضوع داشتند.

## بازخورد
آی‌جی‌ان به آن امتیاز ۴٫۵ از ۱۰ داد و گفت: "داستان "GTA" داستانی عالی است که شایسته گفتن است، اما "تغییر دهنده‌های بازی" به سختی سطح را خراش می‌دهد. بنجی ویلسون از تلگراف ۴ ستاره از ۵ را به آن اعطا کرد و اظهار داشت که «رادکلیف عالی است» و به ویژه صحنه تیراندازی آلاباما را به دلیل داشتن دیدگاهی مشابه با بازی‌هایی مانند «اتومبیل‌دزدی بزرگ» تحسین کرد.